# Blue (Da Ba Dee)
«Blue (Da Ba Dee)» — песня итальянской музыкальной группы Eiffel 65. Это лид-сингл с их дебютного альбома Europop. Текст представляет собой игру слов: он описывает героя, который живёт в синем мире и испытывает «синие» (печальные) чувства.
Песня впервые была выпущена в октябре 1998 года в Италии Skooby Records и получила международный успех в следующем году. Это самый успешный сингл коллектива, достигший 1-го места в хит-парадах многих стран, включая Ирландию, Великобританию, Нидерланды, Францию, Швецию, Швейцарию, Испанию, Португалию, Канаду, Объединенные Арабские Эмираты, Россию, Новую Зеландию, Израиль, Ливан, Финляндию, Норвегию, Бельгию, Австралию, Австрию, Грецию, Германию и Венгрию, а также 6-го места в США в Billboard Hot 100. В Великобритании песня сначала вошла в топ-40 исключительно за счёт продаж импортных дисков (то есть в стране сингл на тот момент ещё не был издан). Это был третий сингл в истории, которому удалось это сделать.
Песня также была номинирована на «Грэмми» в категории «Лучшая танцевальная запись» (см. статью про церемонию 2001 года).

## Список композиций
CD-сингл (Италия, 1998)
1. "Blue (Da Ba Dee)" (DJ Ponte Ice Pop Mix) – 6:25
2. "Blue (Da Ba Dee)" (DJ Ponte Radio Edit) – 4:43
3. "Blue (Da Ba Dee)" (Glamour Jump Mix) – 5:19
4. "Blue (Da Ba Dee)" (Dub Mix) – 4:47

CD-макси-сингл (Германия)
1. "Blue (Da Ba Dee)" (Blue Ice Pop Radio Edit) – 3:39
2. "Blue (Da Ba Dee)" (DJ Ponte Ice Pop Mix) – 6:26
3. "Blue (Da Ba Dee)" (Hannover Remix) – 6:24
4. "Blue (Da Ba Dee)" (Dub Mix) – 4:48
5. "Blue (Da Ba Dee)" (Ice Pop Instrumental Mix) – 6:27
6. "Blue (Da Ba Dee)" (Blue Paris Remix) – 7:42

## Чарты и продажи
| Чарт (1999—2000)                    | Наив. поз. |
| ----------------------------------- | ---------- |
| Австрия (ARIA Charts)               | 1          |
| Австрия (Ö3 Austria Top 40)         | 1          |
| Бельгия (Фландрия, Ultratop 50)     | 1          |
| Бельгия (Валлония, Ultratop 50)     | 2          |
| Канада (Nielsen SoundScan)          | 1          |
| Канада (RPM Dance)                  | 1          |
| Канада (RPM Top Singles)            | 1          |
| Дания (Tracklisten)                 | 1          |
| Европа (Eurochart Hot 100)          | 1          |
| Финляндия (Suomen virallinen lista) | 1          |
| Франция (SNEP)                      | 1          |
| Германия (Media Control Charts)     | 1          |
| Ирландия (IRMA)                     | 1          |
| Италия (FIMI)                       | 3          |
| Нидерланды (Dutch Top 40)           | 1          |
| Новая Зеландия (RIANZ)              | 1          |
| Норвегия (VG-lista)                 | 1          |
| Шотландия (OCC Scotland)            | 1          |
| Испания (AFYVE)                     | 2          |
| Швеция (Sverigetopplistan)          | 1          |
| Швейцария (Schweizer Hitparade)     | 1          |
| Великобритания (OCC UK Singles)     | 1          |
| США (Billboard Hot 100)             | 6          |
| США (Billboard Hot Dance Club Play) | 6          |
| США (Billboard Latin Pop Airplay)   | 16         |
| США (Billboard Rhythmic Top 40)     | 4          |
| США (Billboard Top 40 Mainstream)   | 2          |

| Чарт (1999)                       | Наив. поз. |
| --------------------------------- | ---------- |
| Австралия (ARIA)                  | 3          |
| Австрия (Ö3 Austria Top 40)       | 4          |
| Бельгия (Ultratop 50 Flanders)    | 4          |
| Бельгия (Ultratop 50 Wallonia)    | 6          |
| Франция (SNEP)                    | 4          |
| Нидерланды (Dutch Top 40)         | 7          |
| Нидерланды (Mega Single Top 100)  | 5          |
| Швейцария (Schweizer Hitparade)   | 2          |
| Великобритания (UK Singles Chart) | 2          |
| Чарт (2000)                       | Наив. поз. |
| США (Billboard Hot 100)           | 49         |

| Регион | Сертификация | Продажи   |
| --- | ------------ | --------- |
| Австралия | 3x Platinum  | 210,000   |
| Австрия | Platinum     | 30,000    |
| Канада | Gold         | 50,000    |
| Финляндия | Gold         | 7,957     |
| Франция | Diamond      | 750,000   |
| Германия | 5× Gold      | 1,250,000 |
| Нидерланды | Gold         | 40,000    |
| Швеция | 3x Platinum  | 60,000    |
| Швейцария | 2x Platinum  | 100,000   |
| Великобритания | Platinum     | 1,070,000 |
| * Данные о продажах приведены только на основе сертификации. ^ Данные о тиражах приведены только на основе сертификации. |              |           |

## Версии
- «Blue (Da Ba Dee)» (1998) — оригинал
- «Отпетые мошенники» — «Люблю» (русскоязычная кавер-версия) (2000)
- Flo Rida feat. Wynter — «Sugar» (2009)
- Michael Mind Project feat. Dante Thomas — «Feeling So Blue» (2012)
- Nea — «Some Say» (2019)[38]
- Flume — Blue (Flume Remix) (2020)[39]
- Fleshgod Apocalypse — «Blue (Turns to Red)» (2021)[40]
- David Guetta & Bebe Rexha — «I'm Good (Blue)» (2022)[41]
- Stay-C Paton —  «Blue (Da Ba Dee)» (1999)
- Melodicka Bros feat. Violet Orlandi —   «I'm blue» (gothic metall cover)